# 二宮寛
二宮 寛（にのみや ひろし、1937年2月13日 - ）は、東京都出身の元サッカー選手、サッカー指導者。

## 経歴
慶應義塾大学法学部政治学科在学中の1957年10月23日の北京市との試合で日本代表として初出場した。大学卒業後の1959年に三菱重工に入社してサッカー部に入部し、同年開催の全日本実業団サッカー選手権大会での準優勝にも貢献した。1968年から三菱の選手兼任監督に就任するも成績が振るわなかったため、同年夏より現役を退いて監督に専念した。三菱ではJSL優勝2回、天皇杯優勝2回などの成績を残した。1976年6月から1978年12月まで日本代表の監督も務めた。
二宮が代表監督に就任したときは、銅メダルを獲得した68メキシコ五輪組の多くは代表を既に去っており、完全に弱体化していた。二宮に説得され、残ったエースのFW釜本邦茂も33歳となった翌77年、自ら代表から退き「誰が監督をやっても負ける」ような状態だった。
二宮本人はこの状況を「荒れ野に1人放り出されたような気分。種まきから始める決意」にて代表監督に臨んだと後述している。
サッカー指導者としての二宮は次々と改革を行った。就任直後に実行したのが、ブンデスリーガの複数のクラブに代表候補選手を短期間（結果、都合2ヶ月にも及ぶ）預けるという、分散合宿を実施した。これは、当時、「世界最強リーグ」とされていた、ブンデスリーガのクラブの高い練習レベルを日本人選手に体験させるという画期的な試みであった。
また、当時は代表選手と言えど合宿中は練習着は現在と違い、選手個々が自前の練習着を持ち込んでいた時代であったが、ここでも二宮は環境の整備にも着手し、練習着の統一・食事の改善等、“代表であることの喜び”“代表であることの重み”を選手にも考えさせるなど、現代の目から見ても理にかなった改革を次々に実施したが、JFA幹部は「甘やかしている」と見た。結果が出ず、協会の支持も失っては二宮は結果辞任する。
サッカー指導者を退いてからは、三菱自動車に移籍し、後に欧州三菱社長にも就任する。持ち前のインテリジェンスで国際派ビジネスマンとして主に欧州を股にかけ活躍した。
2000年に同社を退職後は、神奈川県葉山町に移り、コーヒーショップ「パッパニーニョ」を経営している。
ドイツサッカー界に知人が多く、ドイツのサッカー指導者のヘネス・バイスバイラーを信奉していた。現在のコーヒー店名は、フランツ・ベッケンバウアーが命名したものである。また、日本代表監督時代に西ドイツ分散合宿の経緯から、当時の日本代表の奥寺康彦がケルンに移籍する際の橋渡し役ともなった。
2015年9月、日本サッカー殿堂に入り掲額された。

## 所属クラブ
- 慶應義塾高等学校
- 1955年 - 1958年 慶應義塾大学
- 1959年 - 1968年 三菱重工業サッカー部

## 個人成績
| 国内大会個人成績 | 国内大会個人成績 | 国内大会個人成績 | 国内大会個人成績 | 国内大会個人成績 | 国内大会個人成績 | 国内大会個人成績 | 国内大会個人成績 | 国内大会個人成績 | 国内大会個人成績 | 国内大会個人成績 | 国内大会個人成績 |
| 年度             | クラブ           | 背番号           | リーグ           | リーグ戦         | リーグ戦         | リーグ杯         | リーグ杯         | オープン杯       | オープン杯       | 期間通算         | 期間通算         |
| 年度             | クラブ           | 背番号           | リーグ           | 出場             | 得点             | 出場             | 得点             | 出場             | 得点             | 出場             | 得点             |
| 日本             | 日本             | 日本             | 日本             | リーグ戦         | リーグ戦         | -                | -                | 天皇杯           | 天皇杯           | 期間通算         | 期間通算         |
| ---------------- | ---------------- | ---------------- | ---------------- | ---------------- | ---------------- | ---------------- | ---------------- | ---------------- | ---------------- | ---------------- | ---------------- |
| 1965             | 三菱             |                  | JSL              |                  |                  | -                | -                | -                | -                |                  |                  |
| 1966             | 三菱             |                  | JSL              |                  |                  | -                | -                |                  |                  |                  |                  |
| 1967             | 三菱             |                  | JSL              |                  |                  | -                | -                |                  |                  |                  |                  |
| 1968             | 三菱             |                  | JSL              |                  |                  | -                | -                |                  |                  |                  |                  |
| 通算             | 日本             | 日本             | JSL              | 45               | 8                | -                | -                |                  |                  |                  |                  |
| 総通算           | 総通算           | 総通算           | 総通算           | 45               | 8                | -                | -                |                  |                  |                  |                  |

## 代表歴

### 出場大会
- ローマ五輪予選

### 試合数
- 国際Aマッチ 12試合 9得点(1958-1961)

| 日本代表 | 国際Aマッチ | 国際Aマッチ | その他 | その他 | 期間通算 | 期間通算 |
| 年       | 出場        | 得点        | 出場   | 得点   | 出場     | 得点     |
| -------- | ----------- | ----------- | ------ | ------ | -------- | -------- |
| 1957     | 0           | 0           | 5      | 0      | 5        | 0        |
| 1958     | 2           | 0           | 2      | 1      | 4        | 1        |
| 1959     | 9           | 9           | 7      | 2      | 16       | 11       |
| 1960     | 0           | 0           | 12     | 2      | 12       | 2        |
| 1961     | 1           | 0           | 0      | 0      | 1        | 0        |
| 通算     | 12          | 9           | 26     | 5      | 38       | 14       |

### 出場
| No. | 開催日         | 開催都市         | スタジアム                 | 対戦相手     | 結果 | 監督     | 大会             |
| --- | -------------- | ---------------- | -------------------------- | ------------ | ---- | -------- | ---------------- |
| 1.  | 1958年12月25日 | 香港             |                            | 香港         | ●2-5 | 竹腰重丸 | 国際親善試合     |
| 2.  | 1958年12月28日 | クアラルンプール |                            | マラヤ       | ●2-6 | 竹腰重丸 | 国際親善試合     |
| 3.  | 1959年01月04日 | ペナン           |                            | マラヤ       | ○3-1 | 竹腰重丸 | 国際親善試合     |
| 4.  | 1959年01月10日 | シンガポール     |                            | シンガポール | ○4-3 | 竹腰重丸 | 国際親善試合     |
| 5.  | 1959年01月11日 | シンガポール     |                            | シンガポール | ●2-3 | 竹腰重丸 | 国際親善試合     |
| 6.  | 1959年09月02日 | クアラルンプール |                            | 香港         | ●2-4 | 竹腰重丸 | ムルデカ大会     |
| 7.  | 1959年09月03日 | クアラルンプール |                            | シンガポール | ○4-1 | 竹腰重丸 | ムルデカ大会     |
| 8.  | 1959年09月05日 | クアラルンプール |                            | 韓国         | △0-0 | 竹腰重丸 | ムルデカ大会     |
| 9.  | 1959年09月06日 | クアラルンプール |                            | 韓国         | ●1-3 | 竹腰重丸 | ムルデカ大会     |
| 10. | 1959年12月13日 | 東京都           | 後楽園競輪場               | 韓国         | ●0-2 | 竹腰重丸 | オリンピック予選 |
| 11. | 1959年12月20日 | 東京都           | 後楽園競輪場               | 韓国         | ○1-0 | 竹腰重丸 | オリンピック予選 |
| 12. | 1961年05月28日 | 東京都           | 国立霞ヶ丘競技場陸上競技場 | マラヤ       | ○3-2 | 高橋英辰 | 国際親善試合     |

### 得点数
| # | 年月日         | 開催地                       | 対戦国       | スコア | 結果 | 試合概要       |
| - | -------------- | ---------------------------- | ------------ | ------ | ---- | -------------- |
| 1 | 1959年1月4日   | マラヤ連邦、ペナン           | マラヤ       | 3-1    | 勝利 | 国際親善試合   |
| 2 | 1959年1月10日  | シンガポール                 | シンガポール | 4-3    | 勝利 | 国際親善試合   |
| 3 | 1959年1月10日  | シンガポール                 | シンガポール | 4-3    | 勝利 | 国際親善試合   |
| 4 | 1959年9月2日   | マラヤ連邦、クアラルンプール | 香港         | 2-4    | 敗北 | ムルデカ大会   |
| 5 | 1959年9月2日   | マラヤ連邦、クアラルンプール | 香港         | 2-4    | 敗北 | ムルデカ大会   |
| 6 | 1959年9月3日   | マラヤ連邦、クアラルンプール | シンガポール | 4-1    | 勝利 | ムルデカ大会   |
| 7 | 1959年9月3日   | マラヤ連邦、クアラルンプール | シンガポール | 4-1    | 勝利 | ムルデカ大会   |
| 8 | 1959年9月3日   | マラヤ連邦、クアラルンプール | シンガポール | 4-1    | 勝利 | ムルデカ大会   |
| 9 | 1959年12月20日 | 日本、東京都文京区           | 韓国         | 1-0    | 勝利 | ローマ五輪予選 |

## 監督成績
| 年度 | 所属   | クラブ | リーグ戦 | リーグ戦 | リーグ戦 | リーグ戦 | リーグ戦 | リーグ戦 | カップ戦 | カップ戦 |
| 年度 | 所属   | クラブ | 順位     | 勝点     | 試合     | 勝       | 分       | 敗       | JSL杯    | 天皇杯   |
| ---- | ------ | ------ | -------- | -------- | -------- | -------- | -------- | -------- | -------- | -------- |
| 1967 | JSL    | 三菱   | 3位      | 19       | 14       | 9        | 1        | 4        | -        | 準優勝   |
| 1968 | JSL    | 三菱   | 3位      | 18       | 14       | 7        | 4        | 3        | -        | 準優勝   |
| 1969 | JSL    | 三菱   | 優勝     | 24       | 14       | 10       | 4        | 0        | -        | ベスト4  |
| 1970 | JSL    | 三菱   | 準優勝   | 18       | 14       | 7        | 4        | 3        | -        | ベスト4  |
| 1971 | JSL    | 三菱   | 準優勝   | 18       | 14       | 7        | 4        | 3        | -        | 優勝     |
| 1972 | JSL1部 | 三菱   | 4位      | 16       | 14       | 5        | 6        | 3        | -        | ベスト8  |
| 1973 | JSL1部 | 三菱   | 優勝     | 30       | 18       | 14       | 2        | 2        | 3位      | 優勝     |
| 1974 | JSL1部 | 三菱   | 準優勝   | 25       | 18       | 11       | 3        | 4        | -        | ベスト4  |
| 1975 | JSL1部 | 三菱   | 準優勝   | 29       | 18       | 13       | 3        | 2        | -        | ベスト4  |